# Carnival Sensation (schip, 1993)
De Carnival Sensation is een cruiseschip van Carnival Cruise Lines en komt uit de Fantasy-klasse. Het is het derde schip uit deze klasse. Het schip ging terug in de vaart op 12 februari 2009, na een grondig onderhoud. Tijdens het onderhoud werden 98 balkons aan kajuiten toegevoegd. Het schip kreeg ook de Serenity Aurea, het gebied waar alleen volwassenen mogen komen. Het waterpark voor kinderen, met waterglijbanen, zwembaden en waterfonteinen, werd geplaatst op het Verandah Deck.

## Geschiedenis

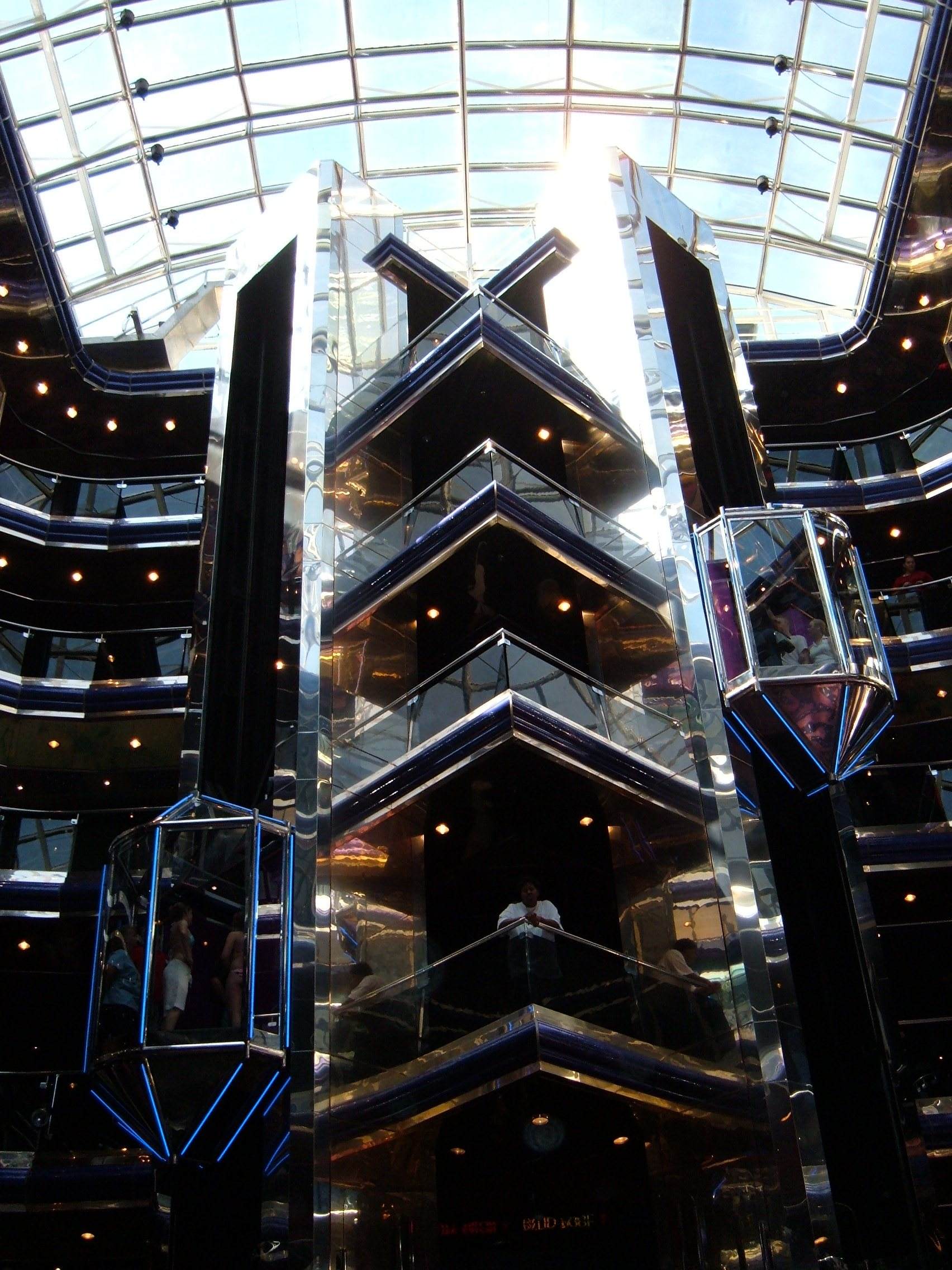
Grand Atrium van de Carnival Sensation

### Orkaan Katrina
De Sensation was een van de vele schepen, die stilgelegd werden door de Amerikaanse regering, zodat er niets kon gebeuren, tijdens de orkaan Katrina. Nadat het schip terug mocht varen, vertrok het met cruisen van Cape Canaveral, waar het de plaats innam van de Fantasy en nu 3 tot 4-daagse cruises van Port Canaveral maakt.

### Schip gebruikt in de media
De Sensation werd gebruikt voor 'The Adventures of Mary-Kate & Ashley' in: "The Case of the Mystery Cruise (1995).

## Evolution of fun
Ook op dit schip werd het programma, voor het verbeteren van de faciliteiten op het schip, toegepast. Het programma maakte het het vierde schip met een minigolfbaan, een waterpark voor kinderen met waterglijbanen en een zwembad, en de Serenity Aurea, een gebied enkel voor volwassenen.